# 奥尔梅和维勒坎
奥尔梅和维勒坎（法語：Olmet-et-Villecun，法語發音：[ɔlmɛ e vilkœ̃]）是法国埃罗省的一个市镇，属于洛代沃区。

## 地理
奥尔梅和维勒坎（43°42'26"N, 3°17'19"E）面积9.55 平方千米，位于法国奧克西塔尼大區埃罗省，该省份为法国南部沿海省份，南濒地中海，西南接奥德省，西北接塔恩省和阿韦龙省，东北与加尔省接壤。
与奥尔梅和维勒坎接壤的市镇（或旧市镇、城区）包括：拉瓦莱特、洛代沃、勒皮埃克。

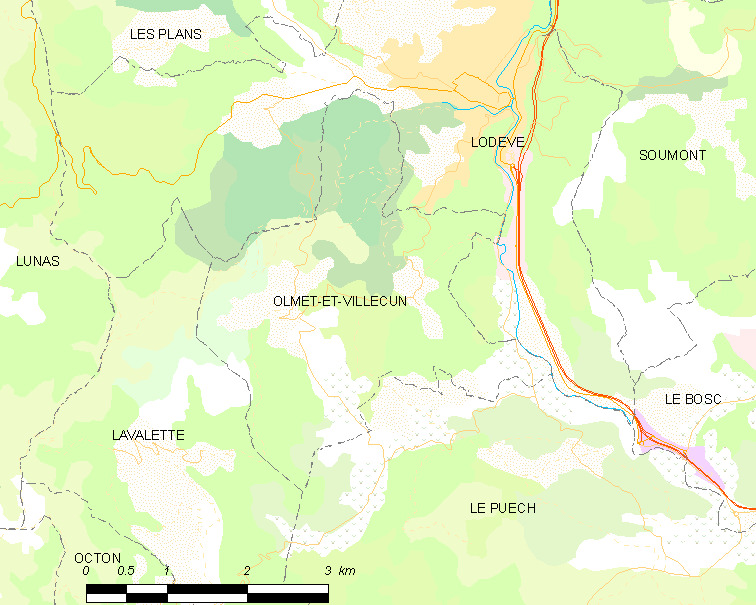
奥尔梅和维勒坎的OSM定位图

奥尔梅和维勒坎的时区为UTC+01:00、UTC+02:00（夏令时）。

## 行政
奥尔梅和维勒坎的邮政编码为34700，INSEE市镇编码为34188。

## 政治
奥尔梅和维勒坎所属的省级选区为洛代沃县。

## 人口

1962-2008年间奥尔梅和维勒坎人口变化图示

奥尔梅和维勒坎于2022年1月1日时的人口数量为166人。